# Masato Kurogi
Masato Kurogi (黒木 聖仁?, Kurogi Masato; Miyazaki, 24 ottobre 1989) è un ex calciatore giapponese, di ruolo centrocampista.

## Carriera

### Club
Ha giocato nella prima divisione giapponese.

## Palmarès

### Nazionale
- Giochi asiatici: 1

2010